# Lycosa langei
Lycosa langei är en spindelart som beskrevs av Cândido Firmino de Mello-Leitão 1947. 
Lycosa langei ingår i släktet Lycosa och familjen vargspindlar. Inga underarter finns listade i Catalogue of Life.